# جورج هابارد بلاكسلي
جورج هابارد بلاكسلي (بالإنجليزية: George Hubbard Blakeslee)‏ هو مؤرخ أمريكي، ولد في 27 أغسطس 1871، وتوفي في 5 مايو 1954.